# (1861) Komenský
(1861) Komenský es un asteroide que forma parte del cinturón de asteroides y fue descubierto por Luboš Kohoutek el 24 de noviembre de 1970 desde el observatorio de Hamburgo-Bergedorf, Alemania.

## Designación y nombre
Komenský recibió inicialmente la designación de 1970 WB.
Más tarde se nombró en honor del teólogo y filósofo checo Comenio (1592-1670), latinización de Jan Amos Komenský.

## Características orbitales
Komenský está situado a una distancia media de 3,02 ua del Sol, pudiendo acercarse hasta 2,827 ua. Tiene una excentricidad de 0,06371 y una inclinación orbital de 10,46°. Emplea 1917 días en completar una órbita alrededor del Sol.